# Kinnekulle naturvårdsområde
Kinnekulle naturvårdsområde är ett naturvårdsområde (sedan 1999 likställt med naturreservat) på Kinnekulle i Götene kommun iVästergötland. Inom naturvårdsområdet finns 18 naturreservat. 
Kinnekulle ligger vid Vänern, 5 km nordväst om Götene och är ett av Västergötlands platåberg. Naturvårdsområdet bildades 1982 och omfattar 5 510 hektar. Det förvaltas av Länsstyrelsen i Västra Götalands län och ingår i EU:s nätverk av skyddade områden, Natura 2000.
Genom hela området går den 45 km långa Kinnekulle vandringsled.
Området har varit bebott i flera tusen år, vilket gravplatser, hällristningar och odlingsrösen visar. På och kring Kinnekulle finns många kyrkor med anor från 1100-talet varav Forshems kyrka, Husaby kyrka och Västerplana kyrka kan nämnas. Även stenhanteringen har medeltida anor på Kinnekulle. Råbäcks mekaniska stenhuggeri minner nu om den industriella epoken.

## De 18 naturreservaten på Kinnekulle
Bestorp, Blomberg, Djurgården, Gamleriket, Gröne skog, Halla, Hellekis, Hönsäters Sjöskog, Munkängarna, Råbäck, Råbäcks ekhagar, Råbäcks Sjöskog, Skagen, Stora Salen, Såten, Törnsäter, Västerplana storäng och Österplana hed och vall